# Racha-Lechkhumi và Kvemo Svaneti
Racha-Lechkhumi and Kvemo Svaneti (Tiếng Gruzia: რაჭა-ლეჩხუმი და ქვემო სვანეთი Račʼa-Lečxumi da Kvemo Svaneti) là một vùng phía tây bắc của Gruzia, tiếp giáp với các nước cộng hòa tự trị Bắc Ossetia-Alania và Kabardino-Balkaria của Nga, thủ phủ là Ambrolauri. Dân số năm 2014 là 32.089.